# Яновський Семен Іванович
Яно́вський Семе́н Іва́нович (нар. 15 квітня 1788 — пом. 6 січня 1876) — відомий мореплавець, навколосвітній мандрівник, третій головний правитель Російської Америки. Наприкінці життя - монах у православному монастирі.

## Біографія
Народився 15 квітня 1788 року в Глухові в родині відставного армійського капітана з українських аристократів.
20 червня 1804 року поступив у Морський кадетський корпус, 1 травня наступного року став гардемарином, а 1 січня 1808-го проведений в мічмани. Служив на Балтитці. У 1812 році отримав звання лейтенант. Під час франко-російської війни в 1812–1814 роках брав участь у крейсуваннях у Північному морі і Ла-Манші біля берегів Англії, Голландії і Франції. Учасник осади голландської фортеці Бац. У 1815 році на фрегаті «Архіпелаг» крейсував біля Франції та Англії.
20 липня 1816 року Яновський поступив на службу в Російсько-американську компанію. В тому ж році на кораблях «Суворов» і «Кутузов» під командуванням З. І. Понафідіна він відправився в навколосвітню подорож, кінцевою метою якої була Аляска. Командуючи компанійським кораблем «Суворов» Яновський перейшов з Кронштадту навколо мису Горн до острова Баранова на архіпелазі Олександра — в колонію Новоархангельськ (зараз місто Сітка).
7 січня 1818 року одружився з дочкою першого правителя Російської Америки Олександра Баранова Іриною, а 20 жовтня того ж року призначений головним правителем Російської Америки. З 5 серпня 1819 року по 1 січня 1820 року здійснив інспекційну поїздку по Російській Америці на бризі «Ільмень», відвідав острів Уналашка, острови Прібилова, Лисячі острови і острів Кадьяк). На Кадьяку познайомився і зблизився з ченцем Германом (згодом Преподобний Герман Аляскинський), який справив на нього великий духовний вплив.
11.9.20 здав посаду прибув на зміну капітан-лейтенанту М. І. Муравйова та 5.5.21 разом з родиною відбув у Охотськ.
11 вересня 1821 року на компанійському галіоті «Румянцев» відбув з дружиною і двома дітьми, Олександром і Марією, до Росії, в Охотськ. В Петербурзі був прикомандирований до 15-го Флотського екіпажу. 30 серпня 1824-го отримав звання капітан-лейтенант.
У 1824 році померла дружина Яновського Ірина. 7 лютого 1826 Яновський звільняється від служби з отриманням звання капітан II рангу. Після звільнення Яновський з дітьми переїхав до Калуги, де зайняв пост директора чоловічої Миколаївської гімназії. В тому ж році вдруге одружився з компаньйонкою першої дружини Марією Сергіївною.
У Калузі Яновський став учнем оптинського старця Антонія. А коли померла дочка Марія, Семен Іванович у Тихоновій пустелі прийняв чернецтво під ім'ям Сергія. Незабаром в монастир пішов і його син Олександр — колишній морський офіцер став ченцем Христофором.
Помер схимонах Сергій 6 січня 1876 року.

## Вшанування пам'яті
На честь Яновського названа одна з гір біля Китового затоки на острові Баранова (Сітка) на Алясці.
Яворський залишив по собі щоденник з описом плавання від острова Баранова до Охотська і подорожі з Америки в Санкт-Петербург.